# Cantone di Caienna-Nord-Ovest
Il cantone di Caienna-Nord-Ovest è una divisione amministrativa dell'arrondissement di Caienna, nel dipartimento d'oltremare della Guyana.
Comprende parte del comune di Caienna.